# Libellula exusta
Libellula exusta är en trollsländeart som beskrevs av Thomas Say 1839. Libellula exusta ingår i släktet Libellula och familjen segeltrollsländor. Inga underarter finns listade i Catalogue of Life.